# Cupid
Trong thần thoại La Mã, Cupid (tiếng Latinh: Cupido, có nghĩa là "khao khát") là vị thần của ham muốn, tình yêu tình dục, quyến rũ và cảm xúc. Cupid thường được miêu tả như là con trai của nữ thần tình yêu Venus và thần chiến tranh [cạnh tranh] Mars, và được biết đến như là Amor ("Tình yêu") trong tiếng Latin. Trong Thần thoại Hy Lạp, Cupid được gọi là Eros. Sử sách miêu tả Cupid là một bé trai không bao giờ lớn có đôi cánh trắng, luôn mang bên mình cung và hai mũi tên, mũi tên vàng và mũi tên đồng. Mũi tên vàng bắn vào ai người đó sẽ yêu người đầu tiên mình nhìn thấy say đắm, ngược lại mũi tên đồng khiến người bị bắn ghét cay ghét đắng người đó.